# دوستدار تو، ونسان
دوستدار تو ونسان (انگلیسی: Loving Vincent) فیلمی در ژانر پویانمایی، درام و زندگی‌نامه‌ای است که دربارهٔ زندگی ونسان ون گوگ هنرمند هلندی است. این فیلم در سال ۲۰۱۷ منتشر شد و به نامزدی اسکار بهترین انیمیشن دست یافت، اما آن را به کوکو باخت.

## بازیگران
- داگلاس بوث در نقش آرماند رولین
- رابرت گولاچیک در نقش ونسان ون گوگ
- جروم فلین در نقش پل گاشه
- سیرشا رونان در نقش مارگاریت گاشه
- هلن مک‌کروری در نقش لوئیز شوالیه
- کریس اودوود در نقش پست‌چی جوزف رولین
- جان سشنز در نقش پر تانگوی
- النور تاملینسون در نقش آدلین راووکس
- ایدن ترنر در نقش قایقران
- جیمز گرین در نقش پیرمرد
- بیل توماس در نقش دکتر مازری
- مارتین هردمن در نقش ژاندارم ریگامون
- رابین هاجز در نقش ستوان میلیت
- هالی ارل در نقش لا موسمه
- پیتر پامولا در نقش پل گوگن
- سزاری لوکاشویچ در نقش تئو ون گوک